# Lech Piasecki
Lech Piasecki (* 13. listopadu 1961, Poznaň) je bývalý polský závodník v cyklistice. Vyhrál Závod míru 1985 (žlutý trikot nikomu nepůjčil od prologu až do závěrečné etapy) a závod amatérů s hromadným startem na mistrovství světa v silniční cyklistice 1985 v Giavera del Montello. V tomtéž roce podepsal jako první cyklista z východního bloku profesionální smlouvu. Jezdil ve stáji Colnago-Del Tongo, v roce 1986 se stal vítězem jednodenního závodu Giro della Romagna. Vyhrál šest etap na Giro d'Italia, v roce 1987 jel na Tour de France dvě etapy ve žlutém trikotu. V roce 1988 se stal v Gentu mistrem světa ve stíhacím závodě.
Byl specialitou na časovky, v roce 1984 se stal mistrem Polska v jízdě na čas, dvakrát vyhrál Trofeo Baracchi, závod v časovce dvojic (v roce 1986 byl jeho partnerem Giuseppe Sarroni, v roce 1988 Czeslaw Lang). Také většina jeho etapových vítězství pocházela z časovek.
Od skončení kariéry v roce 1991 působí jako funkcionář (spoluorganizátor závodu Kolem Polska) a obchodník s bicykly.

## Výsledky

### Giro d' Italia
- 1986: 86. místo, vyhrál 12. etapu, ve 3. etapě (časovka družstev) byl členem vítězného týmu
- 1987: 53. místo
- 1988: 74. místo, vyhrál 23. etapu
- 1989: 67. místo, vyhrál 10, 16. a 23. etapu
- 1990: 56. místo

### Tour de France
- 1987: vzdal po 7. etapě

### Vuelta a España
- 1990: vzdal po jedenácté etapě